# Steinkreis von Castleruddery

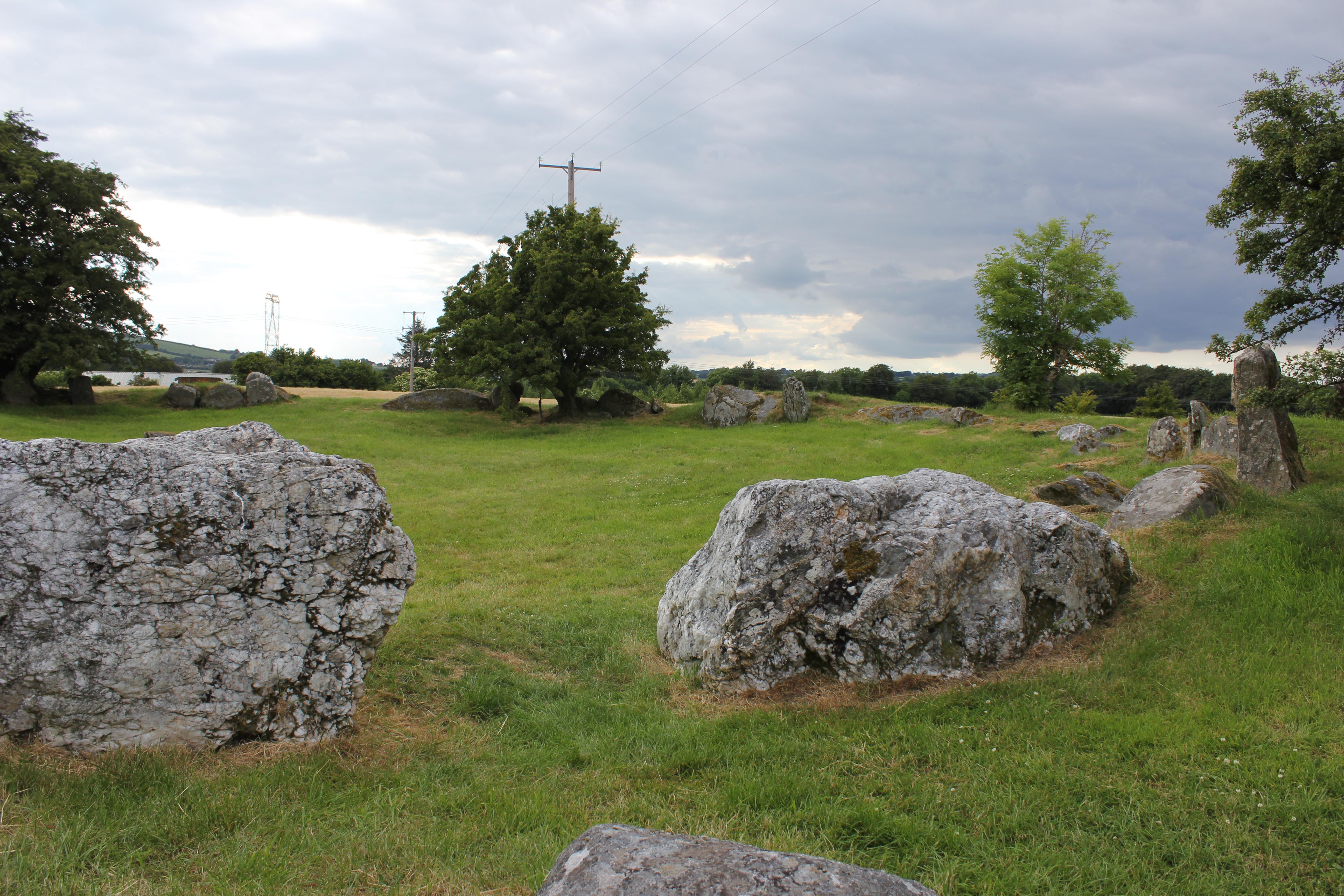
Der Steinkreis von Castleruddery

Der Steinkreis von Castleruddery (irisch Caisleán an Ridire; auch „Druidical circle“ oder „Castle of the knight“ genannt) ist ein vergleichsweise kleines Henge oder ein so genannter „Embanked Stone Circle“, am River Slaney in der Nähe von Baltinglass im Westen des County Wicklow in Irland. Anlagen dieser Art entstanden in Irland etwa 2.500 v. Chr. in der späten Jungsteinzeit in geringer Zahl und wurden wahrscheinlich für rituelle Zwecke errichtet.

## Beschreibung
Das an einem sanften Hang bei Castleruddery Lower errichtete Henge misst 30 m im Durchmesser und besteht aus 29 großen Felsbrocken (ursprünglich 40), die von einem flachen Wall umgeben sind. Einige Steine stehen, andere liegen auf ihrer Längsachse. Der Kreis ist nur im Norden weitgehend intakt. Eine Reihe von kleinen Steinbrocken und einige Felsblöcke, die Sprengmarken zeigen, befinden sich im Innenraum oder neben dem Kreis. Das 1,3 m breite Eingangsportal wird von zwei besonders großen (2,4 × 1,2 m und 3,0 × 1,8 m), mehr als 15 Tonnen wiegenden Quarzblöcken gebildet.
Die Anordnung erinnert an ein nur als Kreissegment überkommene Einfriedung in Nymphsfield im County Mayo wo bis zu 1,45 m hohe Steine an der Innen- und Außenseite eines niedrigen Walles stehen, dessen Durchmesser auf 32 m rekonstruiert werden kann. Das Denkmal hat eher die Form eines „umwallten Steinkreises“ (engl. Embanked Stone Circle) wie er auch in Grange zu sehen ist.
Im gleichen Townland liegt etwa 500 m südöstlich die mittelalterliche Castleruddery Motte. Der Steinkreis von Boleycarrigeen liegt etwa vier Kilometer entfernt.